# ROMANTIC MODE パーフェクト・ベスト
『ROMANTIC MODE パーフェクト・ベスト』 （ロマンティック・モード パーフェクト・ベスト）は、ROmantic Modeのベスト・アルバム。

## 解説
キングレコードからのリリースであるが、東芝EMIからリリースされたベスト・アルバム『Romantic Pleasures〜The Best Of Romantic Mode〜』のみに収録されていた「QUEST FOR THE FUTURE」も収録されている。

## 収録曲
全編曲: Joe Rinoie & 鈴川真樹（特記以外）／ROMANTIC MODE（15）
1. DREAMS
作詞・作曲: RO-M
2. Don't Stop Loving You
作詞・作曲: RO-M
3. Resolution
作詞: 西脇唯 / 作曲: Joe Rinoie
4. I don't wanna cry
作詞・作曲: Joe Rinoie
5. LIBERTY
作詞: 西脇唯 / 作曲: Joe Rinoie
6. Dream Dreamer
作詞・作曲: Joe Rinoie
7. Love is the Destiny
作詞: 西脇唯 / 作曲: Joe Rinoie
8. No Real Affection
作詞: 大塚千恵子 / 作曲: Joe Rinoie
9. 永遠が終わるまで熱いKISSをしよう
作詞・作曲: Joe Rinoie
10. Rebirth
作詞: 大塚千恵子、Joe Rinoie / 作曲: Joe Rinoie
11. Runner
作詞・作曲: Joe Rinoie
12. ガラスの愛
作詞: Joe Rinoie / 作曲: 鈴川真樹
13. JUST LIKE OLD TIMES
作詞: 麻倉晶 / 作曲: 鈴川真樹
14. LOVE
作詞: Joe Rinoie / 作曲: 鈴川真樹
15. QUEST FOR THE FUTURE
作詞・作曲: Joe Rinoie

## 参考
- ROMANTIC MODE パーフェクト・ベスト、12月7日発売 - 早耳ガンプラ情報局